# Teodulo Mabellini

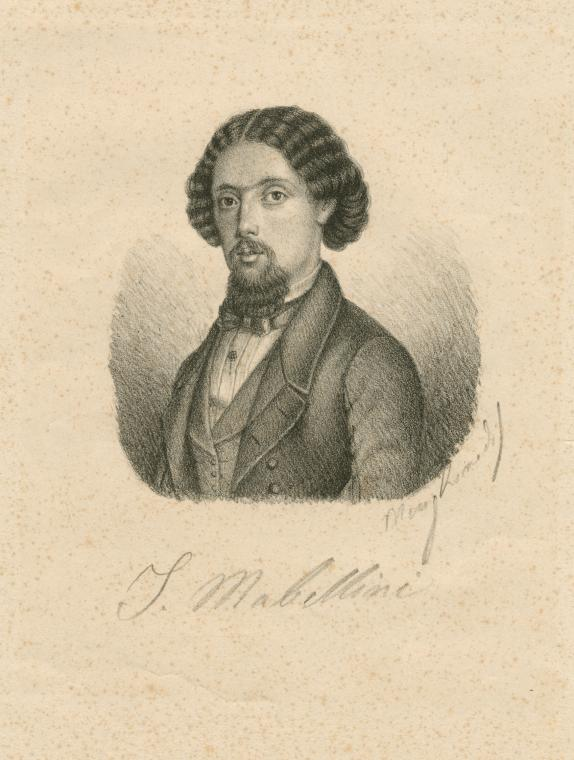
Teodulo Mabellini.

Teodulo Mabellini, född den 2 april 1817 i Pistoja, död den 10 mars 1897 i Florens, var en italiensk tonsättare.
Mabellini, som var hovkapellmästare och från 1867 kompositionsprofessor i Florens, var uppburen som kompositör av operor, bland andra Rolla (1840), Il venturiero (1851) och Fiametta (1857) samt oratorier, kantater och kyrkliga sångverk.